# マルクス・シューベルト
マルクス・シューベルト（Markus Schubert、1998年6月12日 - ）は、ドイツ・ザクセン州フライベルク出身のサッカー選手。エールディヴィジのSBVフィテッセに所属している。ポジションはGK。

## 来歴
2011年にSGディナモ・ドレスデンのユースチームに入団。2014年にU-19チームに飛び級で昇格。2015-16シーズンに早くもトップチームデビュー。2018-19シーズンは、2部リーグで31試合に出場し、先発に定着した。
2019年7月5日、シャルケ04と4年契約を締結したことが発表された。
2020年9月30日、フレデリク・レノウとの交換トレードの形でアイントラハト・フランクフルトにシーズン終了までのレンタル移籍で加入した。
2021年7月14日、SBVフィテッセと3年契約を締結した。

## 代表経歴
2015年から、各ユース世代のドイツ代表に随時招集されている。